# 2187 La Silla
2187 La Silla este un asteroid din centura principală, descoperit pe 24 octombrie 1976 de Richard West.